# 腎上腺腦白質失養症
腎上腺腦白質失養症（ALD, Adrenoleukodystrophy），是一種腦內去髓鞘化白質化的遺傳病，其通常分作兒童型腦白質化、青少年大腦型、腎上腺脊髓性神經病變型及女性異型合子病徵基因型。患者細胞的過氧化體在代謝較長的鏈脂肪酸時產生異常，尤其是C24、C26長鏈脂肪酸會異常堆積在大腦的白質和腎上腺的皮質內，進而侵蝕患者腦神經系統的髓鞘質，造成患者的髓鞘脫失，腦部的神經細胞因此就會被摧毀，進而妨礙神經的傳導。

## 發生率
美國男性發生腎上腺腦白質失養症的機率為1:42,000；加上女性異合子基因型的發生率是1:16,800。而最近的報告則顯示為1/17000至1/25000。

## 治疗
服用羅倫佐的油可以延緩該病的發展，但無法完全治癒。

## 外部連結
- ALD Life （页面存档备份，存于）
- European Leukodystrophy Foundation （页面存档备份，存于）
- Fight ALD （页面存档备份，存于）
- March of Dimes Foundation （页面存档备份，存于）
- United Leukodystrophy Foundation （页面存档备份，存于）
- 中的“腎上腺腦白質失養症”
- 美國國家神經疾病及中風研究院上有關adrenoleukodystrophy的資料
- Images of ALD at USUHS
- Adrenoleukodystrophy （页面存档备份，存于） at National Center for Biotechnology Information